# Massimo Meregalli
Massimo Meregalli (Monza, 21 gennaio 1971) è un pilota motociclistico italiano, ritiratosi dall'attività agonistica.

## Carriera
Nel 1990 vince la prova di Monza nel campionato europeo Supersport, nel 1992 ottiene un punto nell'europeo Superbike. Le prime esperienze di Meregalli nel mondiale Superbike risalgono al 1991 quando partecipa ad alcune gare in territorio europeo, impegno che prosegue fino al 1995. In questo frangente, sempre in sella ad una Yamaha, si piazza saltuariamente in zona punti. Ottiene il miglior risultato in occasione del Gran Premio di Misano del 1994, quando chiude al nono posto in gara uno, terminando poi la stagione al ventunesimo posto tra i piloti.
Nel 1996 partecipa al Gran Premio d'Italia al Mugello nella classe Thunderbike Trophy del Motomondiale. Dopo aver ottenuto la Pole position, vince la gara; i punti ottenuti gli consentono di chiudere al diciassettesimo posto in classifica.
Nel 1997 è tra i piloti titolari nell'edizione inaugurale del campionato mondiale Supersport. In particolare, sempre con Yamaha, diviene il primo vincitore di un Gran Premio in questa categoria a Misano. Dopo essere stato leader della classifica iridata per alcuni periodi, chiude la stagione al quinto posto. Nel 1998 chiude nuovamente al quinto posto ottenendo due piazzamenti a podio. Nel 1999, pur saltando molte delle gare in calendario, ottiene un podio a Misano e chiude la stagione dodicesimo. L'ultima partecipazione in questa categoria risale alla stagione 2000, che chiude all'undicesimo posto. Nel 2001 disputa il Gran Premio di Monza nel campionato italiano Supersport chiudendo al sesto posto. 
Al termine della sua carriera da pilota, rimane nel mondo del motociclismo svolgendo mansioni manageriali.

## Risultati in gara

### Campionato mondiale Superbike
| 1991 | Moto   |    |    |     |    |  |  |  |  |    |     |    |    |     |    |  |  |  |  |    |    |  |  |  |  |  |  | Punti | Pos. |
| ---- | ------ | -- | -- | --- | -- |  |  |  |  | -- | --- | -- | -- | --- | -- |  |  |  |  | -- | -- |  |  |  |  |  |  | ----- | ---- |
| 1991 | Yamaha | 20 | 19 | Rit | NP |  |  |  |  | 23 | Rit | 21 | 19 | Rit | 14 |  |  |  |  | NQ | NQ |  |  |  |  |  |  | 2     | 80º  |

| 1992 | Moto   |  |  |  |  |     |    |  |  |  |  |  |  |  |  |  |  |  |  |  |  |  |  |  |  |  |  | Punti | Pos. |
| ---- | ------ |  |  |  |  | --- | -- |  |  |  |  |  |  |  |  |  |  |  |  |  |  |  |  |  |  |  |  | ----- | ---- |
| 1992 | Yamaha |  |  |  |  | Rit | 24 |  |  |  |  |  |  |  |  |  |  |  |  |  |  |  |  |  |  |  |  | 0     |      |

| 1994 | Moto   |  |  |  |  |   |    |     |    |    |    |  |  |  |  |    |    |    |    |    |    |  |  |  |  |  |  | Punti | Pos. |
| ---- | ------ |  |  |  |  | - | -- | --- | -- | -- | -- |  |  |  |  | -- | -- | -- | -- | -- | -- |  |  |  |  |  |  | ----- | ---- |
| 1994 | Yamaha |  |  |  |  | 9 | 12 | Rit | 16 | 12 | 15 |  |  |  |  | 19 | 17 | 14 | 10 | 15 | 11 |  |  |  |  |  |  | 30    | 21º  |

| 1995 | Moto   |    |    |     |     |    |     |     |    |     |    |    |    |  |  |    |    |  |  |    |     |  |  |  |  |  |  | Punti | Pos. |
| ---- | ------ | -- | -- | --- | --- | -- | --- | --- | -- | --- | -- | -- | -- |  |  | -- | -- |  |  | -- | --- |  |  |  |  |  |  | ----- | ---- |
| 1995 | Yamaha | 12 | 16 | Rit | Rit | 20 | Rit | Rit | 11 | Rit | 12 | 20 | 15 |  |  | 18 | 21 |  |  | 18 | Rit |  |  |  |  |  |  | 14    | 28º  |

| Legenda | 1º posto        | 2º posto            | 3º posto           | A punti      | Senza punti        | Grassetto – Pole position Corsivo – Giro più veloce |
| Legenda | Gara non valida | Non qual./Non part. | Ritirato/Non class | Squalificato | '-' Dato non disp. | Grassetto – Pole position Corsivo – Giro più veloce |

### Motomondiale
| 1996 | Classe             | Moto   |    |    |    |  |   |  |  |  |  |  |  |    |  |    |    | Punti | Pos. |
| ---- | ------------------ | ------ | -- | -- | -- |  | - |  |  |  |  |  |  | -- |  | -- | -- | ----- | ---- |
| 1996 | Thunderbike Trophy | Yamaha | NE | NE | NE |  | 1 |  |  |  |  |  |  | NE |  | NE | NE | 25    | 17º  |

| Legenda | 1º posto        | 2º posto            | 3º posto            | A punti      | Senza punti        | Grassetto – Pole position Corsivo – Giro più veloce |
| Legenda | Gara non valida | Non qual./Non part. | Ritirato/Non class. | Squalificato | '-' Dato non disp. | Grassetto – Pole position Corsivo – Giro più veloce |

### Campionato mondiale Supersport
| 1997 | Moto   |   |   |     |   |     |     |    |   |   |   |   | Punti | Pos. |
| ---- | ------ | - | - | --- | - | --- | --- | -- | - | - | - | - | ----- | ---- |
| 1997 | Yamaha | 1 | 4 | Rit | 4 | Rit | Rit | 16 | 8 | 2 | 6 | 9 | 96    | 5º   |

| 1998 | Moto   |   |   |   |     |   |    |     |    |   |   |  | Punti | Pos. |
| ---- | ------ | - | - | - | --- | - | -- | --- | -- | - | - |  | ----- | ---- |
| 1998 | Yamaha | 3 | 4 | 4 | Rit | 2 | 11 | Rit | 21 | 4 | 6 |  | 90    | 5º   |

| 1999 | Moto   |    |  |  |   |     |   |   |   |     |     |    | Punti | Pos. |
| ---- | ------ | -- |  |  | - | --- | - | - | - | --- | --- | -- | ----- | ---- |
| 1999 | Yamaha | NP |  |  | 4 | Rit | 3 | 4 | 5 | Rit | Rit | NP | 53    | 12º  |

| 2000 | Moto   |   |    |    |   |    |   |     |    |    |   |     | Punti | Pos. |
| ---- | ------ | - | -- | -- | - | -- | - | --- | -- | -- | - | --- | ----- | ---- |
| 2000 | Yamaha | 8 | 10 | 11 | 4 | 11 | 8 | Rit | 14 | SQ | 5 | Rit | 58    | 11º  |

| Legenda | 1º posto        | 2º posto            | 3º posto           | A punti      | Senza punti        | Grassetto – Pole position Corsivo – Giro più veloce |
| Legenda | Gara non valida | Non qual./Non part. | Ritirato/Non class | Squalificato | '-' Dato non disp. | Grassetto – Pole position Corsivo – Giro più veloce |